# Maui-Nui-Ibisse
Die Maui-Nui-Ibisse (Apteribis) sind eine Gattung ausgestorbener flugunfähiger Ibisse von den Hawaiiinseln Molokai, Lānaʻi und Maui. Maui-Nui-Ibisse waren früher offensichtlich häufig auf Maui anzutreffen. Die Apteribis-Arten könnten sich von Schnecken ernährt haben und zusammen mit den Rallen die Schnecken deutlich kurz gehalten haben. 2
Wahrscheinlich existierten die Ibisse nur auf den beiden Inseln Maui und Molokai, die während der letzten Eiszeit im Pleistozän aufgrund des damals niedrigeren Meeresspiegels zu der größeren Insel Maui Nui verbunden waren. Zwei Knochen von Apteribisarten wurden durch Radiokohlenstoffdatierung auf ein Alter von 1850 ± 270 und 7750 ± 500 Jahren bestimmt. 1  2

## Arten
Bisher sind vier Arten der Gattung bekannt, von denen zwei als noch nicht vollständig gesichert gelten.
- Apteribis brevis ist ein flugunfähiger Ibis, der nur aus Knochenfunden bekannt ist. Er ist kleiner als die zweite Art und hielt sich eher an den hochgelegenen Stellen der Insel auf. Das Epitheton brevis bedeutet kurz und bezieht sich auf den kurzen Schnabel und die geringe Größe dieses Ibisses. 2  3  4
- Es gab auf Maui wahrscheinlich eine zweite Apteribisart, die jedoch noch nicht offiziell beschrieben wurde, da die Zahl der Knochenfunde als dafür nicht ausreichend betrachtet wurde. Sie ist größer als Apteribis brevis und hielt sich eher in geringerer Höhe auf als die kleine Form. 2  3
- Apteribis glenos: Ein flugunfähiger Ibis von Molokai, der nur aus Knochenfunden bekannt ist. 2  3
- 2011 wurde eine vierte Apteribis-Art von der Insel Lānaʻi erwähnt. 6

## Andere flugunfähige Ibisse
Aus Jamaika wurde der ebenfalls flugunfähige Jamaika-Ibis (Xenicibis xympithecusthe) beschrieben, von Réunion der Réunionibis (Threskiornis solitarius), der möglicherweise mit dem Reunion-Solitär identisch ist. Beide sind heute ausgestorben. 5